# Spirastrella insignis
Spirastrella insignis är en svampdjursart som beskrevs av Thiele 1898. Spirastrella insignis ingår i släktet Spirastrella och familjen Spirastrellidae.
Artens utbredningsområde är havet kring Japan. Inga underarter finns listade i Catalogue of Life.